# Gindanes
Die Gindanes (altgriechisch Γίνδανες oder Γινδᾶνες) waren ein bei Herodot genanntes Volk in Libyen, das westlich der Makai und östlich der Nasamonen an der Großen Syrte ansässig war. Auf einer nördlich anschließenden Landspitze des Landes der Gindanes sollen laut Herodot die Lotophagen gelebt haben.
Laut Herodot hatten die Frauen der Gindanes die Angewohnheit, für jeden Mann, mit dem sie Geschlechtsverkehr hatten, ein Lederband um ihre Fessel zu legen. Am angesehensten war die Frau, die die meisten Bänder trug, da sie von den meisten Männern geliebt wurde.